# Franklin County (Idaho)
Franklin County ist ein County im Bundesstaat Idaho der Vereinigten Staaten. Der Verwaltungssitz (County Seat) ist Preston.

## Geographie
Das County liegt fast im äußersten Südosten von Idaho, grenzt im Süden an Utah, ist im Osten etwa 50 km von Wyoming entfernt und hat eine Fläche von 1731 Quadratkilometern, wovon acht Quadratkilometer Wasserfläche sind. Es grenzt im Uhrzeigersinn an folgende Countys: Oneida County, Bannock County, Caribou County und Bear Lake County.

## Geschichte
Franklin County wurde am 30. Januar 1913 aus Teilen des Oneida County gebildet. Benannt wurde es nach dem Mormonenführer Franklin D. Richards.
Im Franklin County liegt eine National Historic Landmark, die Bear River Massacre Site. 9 weitere Bauwerke und Stätten sind im National Register of Historic Places eingetragen.

## Demografische Daten

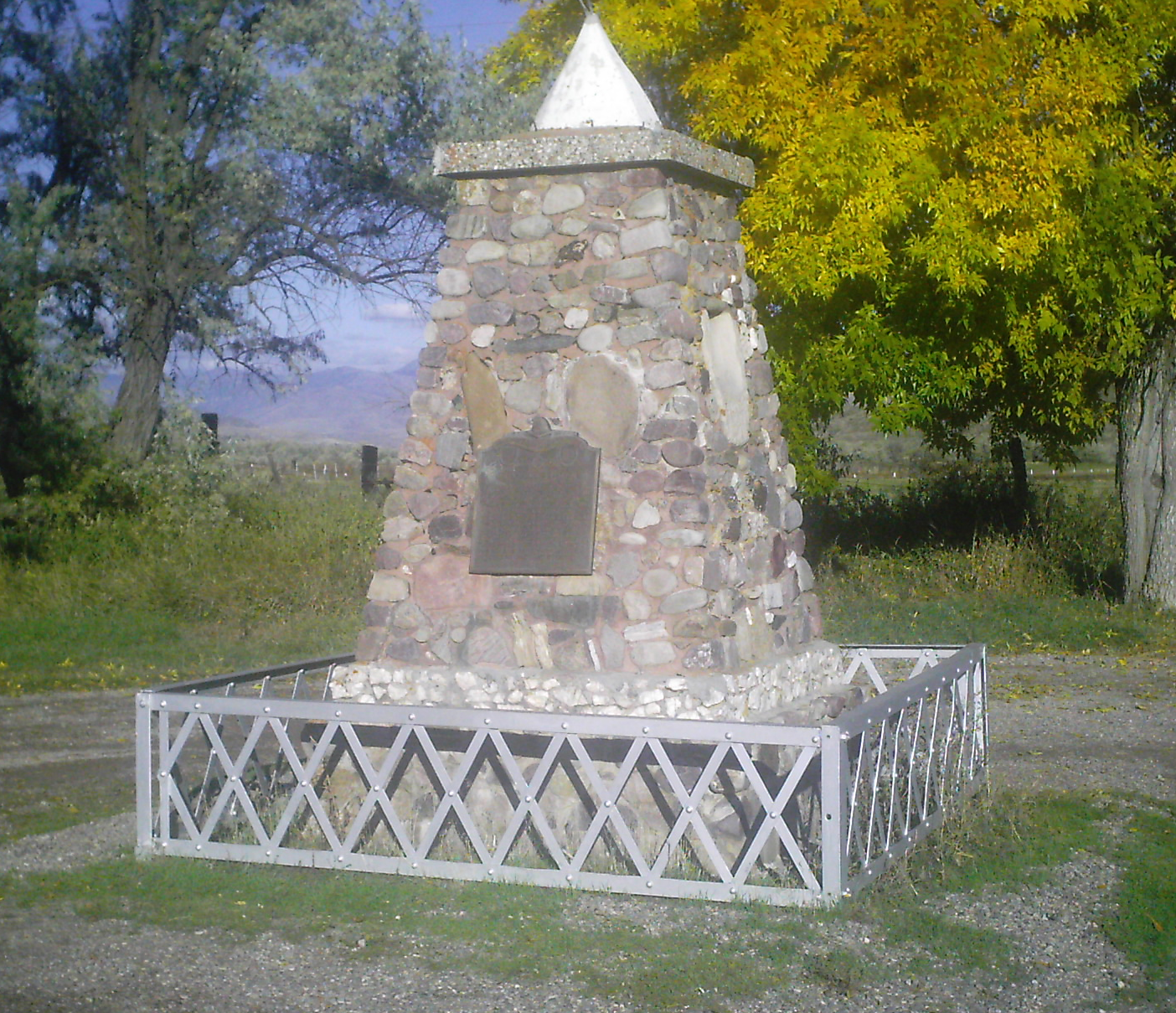
Monument für das Gefecht am Bear River während des Sezessionskriegs, gelistet im NRHP

Nach der Volkszählung im Jahr 2000 lebten im Franklin County 11.329 Menschen in 3.476 Haushalten und 2.874 Familien. Die Bevölkerungsdichte betrug 7 Personen pro Quadratkilometer. Ethnisch betrachtet setzte sich die Bevölkerung zusammen aus 95,11 Prozent Weißen, 0,11 Prozent Afroamerikanern, 0,29 Prozent amerikanischen Ureinwohnern, 0,14 Prozent Asiaten, 0,04 Prozent Bewohnern aus dem pazifischen Inselraum und 3,42 Prozent aus anderen ethnischen Gruppen; 0,89 Prozent stammten von zwei oder mehr Ethnien ab. 5,22 Prozent der Bevölkerung waren spanischer oder lateinamerikanischer Abstammung.
Von den 3.476 Haushalten hatten 48,0 Prozent Kinder unter 18 Jahren, die bei ihnen lebten. 73,6 Prozent davon waren verheiratete, zusammenlebende Paare. 5,8 Prozent waren allein erziehende Mütter und 17,3 Prozent waren keine Familien. 16,0 Prozent waren Singlehaushalte und in 8,9 Prozent lebten Menschen mit 65 Jahren oder älter. Die Durchschnittshaushaltsgröße betrug 3,24 und die durchschnittliche Familiengröße war 3,64 Personen.
37,3 Prozent der Bevölkerung waren unter 18 Jahre alt, 9,3 Prozent zwischen 18 und 24 Jahre, 24,2 Prozent zwischen 25 und 44 Jahre, 17,5 Prozent zwischen 45 und 64 Jahre. 11,7 Prozent waren 65 Jahre oder älter. Das Durchschnittsalter betrug 28 Jahre. Auf 100 weibliche Personen kamen 99,4 männliche Personen. Auf 100 Frauen im Alter von 18 Jahren und darüber kamen 98,3 Männer.
Das jährliche Durchschnittseinkommen der Haushalte betrug 36.061 USD, das Durchschnittseinkommen der Familien 40.185 USD. Männer hatten ein Durchschnittseinkommen von 30.071 USD, Frauen 21.077 USD. Das Prokopfeinkommen betrug 13.702 USD. 5,4 Prozent der Familien und 7,4 Prozent der Einwohner lebten unterhalb der Armutsgrenze.

## Orte im County
- Anderson
- Banida
- Cherryville
- Cleveland
- Clifton
- Coulam
- Dayton
- Egypt
- Fairview
- Franklin
- Glendale
- Mapleton
- Mink Creek
- Mound Valley
- Oxford
- Preston
- Riverdale
- Thatcher
- Treasureton
- Utida
- Weston
- Whitney
- Winder